# Foss Lake
Foss Lake (aussi nommé en anglais : Foss Reservoir) est un lac de barrage et une réserve d'eau situé dans le comté de Custer, dans l'État américain de l'Oklahoma.

## Projet
Le projet de construction était nommé au départ Washita Basin Project. Le lac et le barrage tiennent leur nom de la ville proche de Foss distante d'une dizaine de kilomètres.

## Situation
Avec le barrage, il est une des étapes de la rivière Washita. La construction (1958-1961) est supervisée par le Bureau of Reclamation, chargé de gérer les ressources et l'exploitation des eaux.

## Découverte en 2013
En septembre 2013, deux véhicules immergés sont découverts dans le lac par une équipe de plongeurs de l'Oklahoma Highway Patrol lors du test d'un nouveau sonar. Les deux voitures, une Chevrolet modèle 1952 et une Chevrolet Camaro modèle 1969 sont ramenées à la surface. Les restes de trois corps sont découverts dans chacune des voitures. Les autorités font le lien entre cette découverte et deux disparitions anciennes non élucidées : l'une au début des années 1960, l'autre le 20 novembre 1970.